# Sterlibashevsky (huyện)
Huyện Sterlibashevsky (tiếng Nga: ? райо́н) là một huyện hành chính tự quản (raion), của Bashkortostan, Nga. Huyện có diện tích 1629 kilômét vuông, dân số thời điểm ngày 1 tháng 1 năm 2000 là 21700 người. Trung tâm của huyện đóng ở Sterlibashevo.

## Dân số
Theo dự báo của Bộ Phát triển Kinh tế Nga, dân số sẽ là:
- 2024 - 17.48 nghìn người
- 2035 - 15.72 nghìn người

| 2002  | 2008  | 2009  | 2010  | 2012  | 2013  | 2014  | 2015  | 2016  | 2017  |
| ----- | ----- | ----- | ----- | ----- | ----- | ----- | ----- | ----- | ----- |
| 22007 | 20628 | 20583 | 20217 | 19926 | 19551 | 19115 | 18670 | 18414 | 18207 |

Theo Điều tra dân số Nga 2010: Người Tatar - 54.3%, Người Bashkir - 36.2%, Người Nga - 5.9%, Người  - 2.3%, khác - 1.3%.